# Apollo Hospitals
Pour les articles homonymes, voir Apollo.
Apollo Hospitals (intitulé entier Apollo Hospitals Enterprise Limited) est une société privée pourvoyeuse de soins médicaux, fondée en 1983 à Chennai en Inde par Prathap C. Reddy et dorénavant dirigée par ses quatre filles. Ces hôpitaux constituent un réseau d'hôpitaux privés à but lucratif. C'est le plus grand réseau hospitalier d'Inde avec 71 hôpitaux détenus et gérés en 2022,. Le siège social est situé à Chennai.
Plusieurs hôpitaux du groupe Apollo ont reçu l'accréditation internationale par la Joint Commission International (JCI) basée aux États-Unis,, ainsi qu'en Inde l'accréditation par le National Accreditation Board for Hospitals & Healthcare Providers
.
En plus de la chaîne hospitalière éponyme, la société exploite également un réseau de pharmacies, des centres de soins de santé primaires et de diagnostic, des offres de télémédecine et des services de soins de santé numériques par l'intermédiaire de ses différentes filiales. En mars 2022, Apollo Hospitals a été inclus dans l'indice boursier de référence en Inde, le Nifty 50, en remplacement d'Indian Oil Corporation, pour devenir la première entreprise hospitalière à être incluse dans l'indice.

## Diversification
Créé en 1983 à Chennai  par le Docteur Prathap C. Reddy, Apollo Hospitals Enterprise Limited a depuis élargi son champ d'action à plusieurs domaines des entreprises de santé.
Apollo Pharmacy, créée en 1987, est la plus grande chaîne d'officines pharmaceutiques en Inde avec plus de 5 000 implantations dans plus de 21 états,
Apollo a développé des services de télémédecine à partir d'un projet pilote mené en 2000 à Aragonda (en), le village natal de Prathap Reddy.
En 2007, Apollo Hospitals et DKV AG ont créé une société d'assurance maladie de type joint venture d'abord appelée Apollo DKV Insurance Co. La société a été rebaptisée Apollo Munich Health Insurance en 2009. Et en 2020, Apollo Hospitals a revendu sa participation majoritaire dans Apollo Munich Health Insurance à HDFC,.
En octobre 2015, Apollo a lancé sa branche de soins à domicile sous le marque Apollo HomeCare.
En janvier 2019, Apollo a ouvert l'Apollo Proton Cancer Centre à Chennai, présenté comme le premier établissement de protonthérapie en Asie du Sud, Asie du Sud-Est et Moyen-Orient,.
Apollo Health and Lifestyle est la branche qui développe des soins non hospitaliers de proximité dans des structures légères de type « centre médical » fournissant des soins pluridisciplinaires (Apollo Clinics), des analyses biomédicales (Apollo Diagnostics), une prise en charge des diabétiques (Apollo Sugar), des dialyses rénales (Apollo Dialysis), des soins dentaires (Apollo White), de la chirurgie ambulatoire (Apollo Spectra), les besoins de santé de la mère et de l'enfant (Apollo Cradle), et le traitement de l'infertilité (Apollo Fertility),.
En 2020, a été lancé Apollo 24/7, une plate-forme de télémédecine. Elle propose entre autres services, une téléconsultation, la commande en ligne et la livraison de médicaments. L'année suivante, le groupe a fusionné Apollo Pharmacy et Apollo 24/7 au sein d'Apollo HealthCo.

### Recherche et formations
Apollo Research and Innovations est la branche de recherche du groupe qui est impliquée dans des essais cliniques de médicaments, de dispositifs médicaux, de logiciels de soins de santé et de produits de consommation. Elle a été créée en 2000 et compte 17 centres dans les hôpitaux.
Apollo Hospitals Education & Research Foundation est une fondation à but non lucratif qui mène des projets de recherche.
Apollo Medskills est un partenariat public-privé entre Apollo Hospitals et la National Skill Development Corporation créé en 2012 pour le développement des compétences médicales du personnel de santé par le biais de plus de 40 instituts de formation à travers le pays,.

## Collaborations
Apollo a signé un protocole d'accord avec le Health Education England (en) en avril 2017 pour fournir des médecins afin de pourvoir les postes vacants au National Health Service anglais.